# Yellow Tape Instrumentals
Albums de Evidence
The Weatherman LP
(2007)
Yellow Tape Instrumentals est un album instrumental du rappeur Evidence, sorti le 6 avril 2004.

## Liste des titres
| No  | Titre               | Contient un (des) sample(s) de  | Durée |
| --- | ------------------- | ------------------------------- | ----- |
| 1.  | Dog Town            | Shana de Grover Washington, Jr. | 3:05  |
| 2.  | Strong              |                                 | 2:42  |
| 3.  | 360                 |                                 | 3:57  |
| 4.  | Alive & Well        |                                 | 3:20  |
| 5.  | Deeerty             |                                 | 4:19  |
| 6.  | Rain                |                                 | 1:57  |
| 7.  | Listen Now! Ragtime |                                 | 4:35  |
| 8.  | Three               |                                 | 2:43  |
| 9.  | S.H.H.H             |                                 | 2:10  |
| 10. | Evolve              |                                 | 2:49  |
| 11. | Operate             |                                 | 3:23  |
| 12. | Fuego               |                                 | 2:33  |
| 13. | Slow Roll           |                                 | 3:05  |